# 양주 회암사지 맷돌
양주 회암사지 맷돌(楊州 檜岩寺址 맷돌)은 대한민국 경기도 양주시 회암사지에 있는 맷돌이다. 1978년 10월 10일 경기도의 민속문화재 제1호로 지정되었다.

## 개요
회암사터에 남북으로 나란히 남아 있는 2기의 화강암 맷돌로, 곡식을 가는데 쓰이며, 위·아래 두 쪽으로 구성되어 있다.
주둥이가 길어 타원형에 가까워서 주둥이가 짧았던 조선시대 맷돌과는 차이가 있다. 아래쪽을 고정시키기 위한 매함지와 맷돌을 함께 만들고, 맷돌을 돌리는 맷손을 중심부에 박아 놓은 모습 또한 특이하다.
맷돌의 정확한 제작년대는 알 수 없으나, 형태로 보아 고려시대 것으로 추정된다.

## 같이 보기
- 양주 회암사지

## 참고 자료
- 회암사지맷돌 - 국가유산청 국가유산포털